# 第32回アジア競馬会議
この項目では、2008年11月に日本の東京で行われた第32回アジア競馬会議（だい32かいあじあけいばかいぎ）について記述する。

## 概要
会議は2008年11月9日から11月14日にかけて、東京で行われた。参加した国・地域はアジア競馬連盟（ARF）に加盟する20か国をはじめ33にのぼった。会議のテーマは「競馬の新たな出発（New Horizons for Racing）」。なお、11月9日の東京競馬場における中央競馬の開催は「アジア競馬会議記念デー」と銘打たれ、記念競走が施行されたほか様々なイベントが催された。

## 主な日程
11月10日
- 開会式
- ARF運営委員会（非公開）
- ARF執行協議会（非公開）
- ARF格付番組企画委員会（非公開）
- 裁決会議（非公開）
- アジア血統書会議（非公開）

11月11日
- 全体会議1（テーマは「ビジネス（舞台の設定）」）
- 全体会議2（テーマは「マーケティング及び顧客満足」）
- 部門会議1 （テーマは「ARF地域の競馬の振興」）
- 部門会議2 （テーマは「馬獣医学」）

11月12日
- 全体会議3（テーマは「競走（競馬というスポーツの構造）」）
- 全体会議4（テーマは「顧客への情報提供」）

11月13日
- 全体会議5（テーマは「賭事（競馬の新たな挑戦と機会の考察）」）
- 全体会議6（テーマは「セリと生産」）
- 部門会議3 （テーマは「馬場と埒」）
- ARF執行協議会（非公開）
- 閉会式

## 会議の主な内容
- 競馬の衰退、とくにファンの減少を指摘する声が相次いだ。ARF会長のエンゲルブレヒト・ブレスケスは11日に行った基調講演において、顧客の減少に関する懸念を表明した。12日の全体会議4ではレーシング・ポスト上席編集員のH・ライトが、初めて行ったギャンブルが競馬であると回答したイギリス人が5年前は7～8割だったが、現在は5割を割りこむまでに減少していると報告した。さらに日本のフジテレビジョンのスポーツ制作センターの船木正也が、日曜日午後3時から4時にかけて放映されている中央競馬のテレビ中継について、若い視聴者が減少していると報告した。13日に行われた全体会議5では、ギャンブル全体の中に占める競馬に関するギャンブルの割合が減少しているとの報告が行われた。
- ベトナムとロシアが準加盟国として承認された。

## アジア競馬会議記念デー
11月9日の東京競馬場における中央競馬の開催は「アジア競馬会議記念デー」と銘打たれ、様々なイベントが催された。
- 記念競走の施行

第10競走を「第32回アジア競馬会議東京大会記念」と銘打って施行した。また、11月8日・9日に施行された19の競走にアジア競馬連盟に加盟する国・地域の名称をつけて施行した。例年、夏季に実施されているアジアウィークで行われている競走を当該週に移動して実施している。
記念競走が設定された国・地域
11月8日施行
- オマーン賞(第2競走)
- バーレーン賞(第3競走)
- カタール賞(第4競走)
- モーリシャス賞(第5競走)
- トルコ賞(第6競走)
- 韓国賞(第7競走)
- サウジアラビア賞(第8競走)
- フィリピントロフィー(第9競走→第12競走)
- マレーシアカップ(第10競走)
- インディアトロフィー(第12競走→第9競走)

11月9日施行
- パキスタン賞(第2競走)
- 南アフリカ賞(第3競走)
- UAE賞(第4競走)
- ニュージーランド賞(第5競走)
- オーストラリア賞(第6競走)
- 香港賞(第7競走)
- マカオジョッキークラブトロフィー(第8競走)
- シンガポールターフクラブ賞(第9競走)
- タイランドカップ(第12競走)

- 第2回ジョッキーマスターズ

11月9日、8名の元騎手によるエキシビジョンレース「第2回ジョッキーマスターズ」が第12競走終了後に施行された。
参加騎手
- 岡部幸雄(元JRA騎手、現・競馬評論家)
- 河内洋(元JRA騎手、現・JRA調教師)
- 松永幹夫(元JRA騎手、現・JRA調教師)
- 南井克巳(元JRA騎手、現・JRA調教師)
- 安田隆行(元JRA騎手、現・JRA調教師)
- 佐々木竹見(元神奈川県川崎競馬組合騎手、現・地方競馬全国協会参与)
- ランス・アンソニー・オサリバン(ニュージーランド、元騎手、現・調教師)
- マイケル・ロバーツ(南アフリカ・イギリス、元騎手、現・調教師)

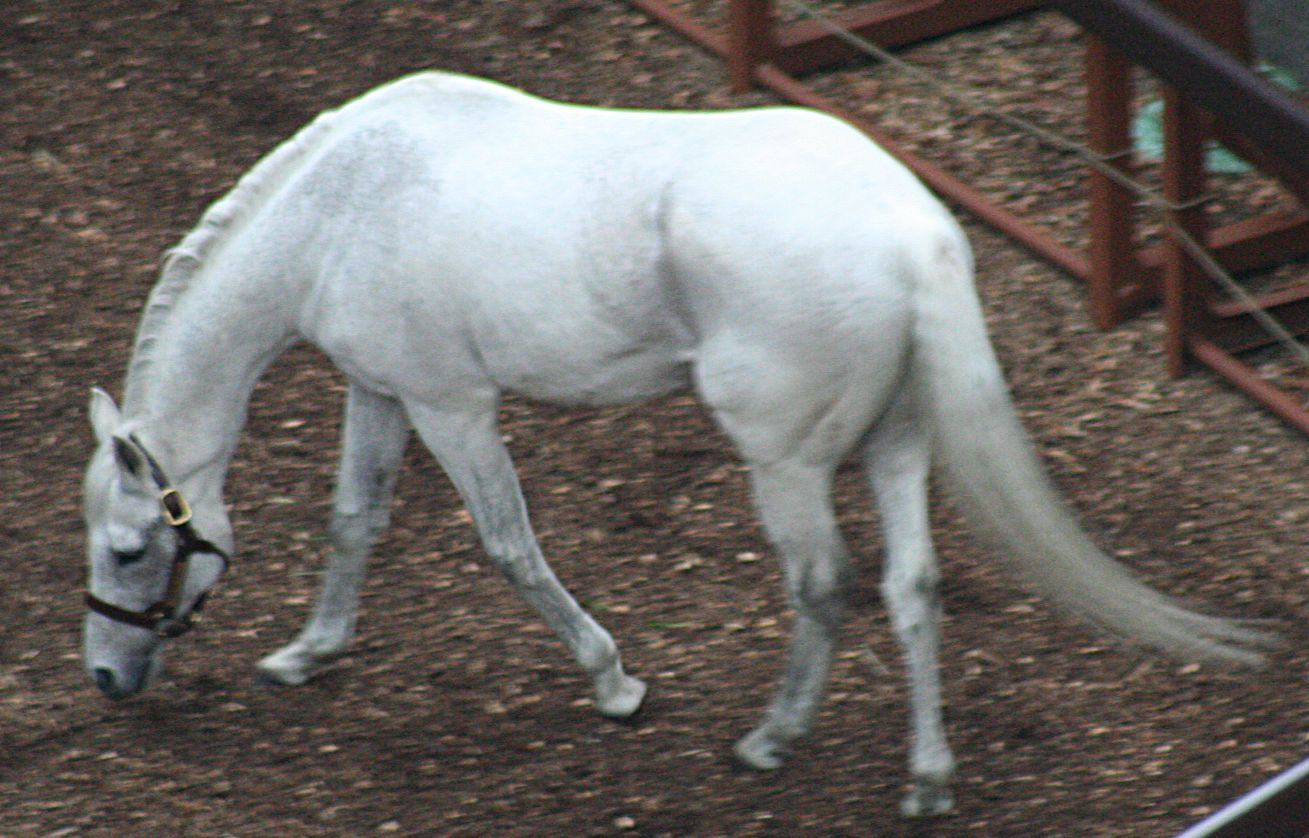
11月9日、東京競馬場にて一般公開されたオグリキャップ

- オグリキャップの一般公開

11月9日の午後、元競走馬・種牡馬のオグリキャップが一般公開された。